# Pissing Razors
Pissing Razors — американський грув-метал гурт, заснований у 1993 році в Ель-Пасо, Техас. У 2021 році вийшов останній на даний момент альбом гурту — Eulogy Death March.

## Історія
Гурт заснували брати Едді та Денні Гарсія в 1993 році. Едді грав на гітарі, а Денні на барабанах. Згодом до них приєдналися вокаліст Дейв МакНатт і басист Мет Лінч. Склад гурту мінявся. Незабаром гурт покинув МакНатт, на зміну йому прийшов Джо Родрігез. У 1996 році гурт випустив альбом під назвою Psycho Punko Metal Groove.
У 1997 році сталися чергові зміни складу: гурт покинув Денні Гарсія, Едді Гарсія перейшов на барабани, а Мет Лінч перейшов на гітару. До гурту також приєднався басист Рік Волес. Однойменний дебютний альбом Pissing Razors був випущений у 1998 році на студії Noise Records.
Склад гурту залишався стабільним до 1999 року, коли Мет Лінч був замінений Сезарем Сото. У 2000 році гурт долучився до запису альбому Panther: A Tribute to Pantera, а чергові зміни складу вплинули на два наступні альбоми. Родрігез покинув гурт у 2000 році, замість нього близько року грав Джейсон Брагг, якого в свою чергу замінив Андре Акоста. До 2003 року пішов Сезар Сото і прийшов Мет Діфабіо, в такому складі гурт випустив альбом Evolution. Зрештою гурт розпався у 2004 році.
У 2014 році гурт знов возз'єднався в складі з Едді Гарсії, Мета Лінча, Джо Родрігеза і нового басиста Гео Гомеза. Окремий сингл «Wasting Away», кавер-версія пісні гурту Nailbomb, був випущений на початку 2021 року.
У жовтні 2021 року вийшов крайній альбом гурту — Eulogy Death March.

## Учасники гурту

### Учасники гурту
- Едді Гарсія — барабани (1997—2004, 2014—н. ч.), гітари (1994—1996);
- Мет Лінч — гітари (1997—1999, 2014-наш час), бас (1994—1996);
- Джо Родрігез — вокал (1995—2000, 2014—н. ч.);
- Гео Гомез — бас (2014-наш час).

### Колишні учасники гурту
- Дейв МакНатт — вокал (1994; помер у 2013 році);
- Денні Гарсія — ударні (1994—1996);
- Сезар Сото — гітари (1999—2002);
- Джейсон Брагг — вокал (2000—2001);
- Андре Акоста — вокал (2001—2004);
- Мет Діфабіо — гітари (2002—2004);
- Рік Валес — бас (1997—2004).

## Дискографія

### Студійні альбоми
- Psycho Punko Metal Groove (Independent, 1996);
- Pissing Razors (Noise Records, 1998);
- Cast Down the Plague (Noise Records, 1999);
- Fields of Disbelief (Noise Records, 2000);
- Where We Come From (Spitfire Records, 2001);
- Evolution (Spitfire Records, 2003);
- Eulogy Death March (Razor Records, 2021).

### Концертні альбоми
- Live in the Devil's Triangle (Spitfire Records, 2002).